# أوخانشا (كانتون)
أوخانشا (بالإسبانية: Hojancha)‏ و هو الكانتون الحادي عشر في محافظة غواناكاسته في كوستاريكا. و يغطي الكانتون مساحة 261.42 كم مربع،
كما يقارب عدد سكانه 6,960 نسمة.
و تدعى مدينته الرئيسية بـأوخانشا.
يقع الكانتون في منتصف شبه جزيرة نيكوجا، و تشمل جزءا صغيرا من من ساحل المحيط الهادئ من ساحل بلايا كاريجو، جنوب مصب نهر أورا.
تم تأسيس هذا الكانتون في 2 تشرين الثاني 1971.

## المقاطعات
يتألف الكانتون من أربع مقاطعات و هي :
1. أوخانشا
2. مونتيه رومو
3. بويرتو كاريجو
4. واكاس